# Море Лаптеви
Море Лаптеви (на руски: море Лаптевых) е периферно море на Северния ледовит океан.
Разположено е край северните брегове на Азия, между Новосибирските острови на изток и полуостров Таймир и архипелага Северна Земя на запад. На изток чрез протоците Дмитрий Лаптев, Етерикан и Санников и северно от остров Котелни се свързва с Източносибирско море, а на запад чрез протоците Вилкицки, Шокалски и Червена Армия – с Карско море. Северната граница на морето преминава от нос Арктически на остров Комсомолец до северозападния нос на остров Котелни. В тези си граници площта му е около 700 хил. km2, а обемът 403 хил. km3. Средна дълбочина 578 m, максимална 3385 m – в северната му част.
Морето е наименувана на двамата братовчеди Харитон и Дмитрий Лаптев, участници във Великата Северна експедиция на Русия 1733 – 1743 г., допринесли за откриването, опознаването и картирането на бреговете му и островите в него.

## География

### Брегове, заливи, острови, речен приток
Най-големите заливи – Хатангски (на югозапад), Оленьокски (на юг), Буор-Хая (на югоизток) и др. се вдават в ниски и полегати брегове. В море Лаптеви има няколко десетки острова с обща площ 3784 km2, предимно в западната му част. В стръмните обриви по бреговете на Новосибирските острови се срещат изходи на реликтов лед със значителна дебелина. Топенето на този лед и морската ерозия силно ускоряват рушенето на тези брегове. Например, откритите през 1815 г. острови Семьоновски и Василевски на 74°12′с.ш. и 133°и.д. са изчезнали от картата. В откритите слоеве лед се намират многочислени останки от скелети на мамути.
В море Лаптеви се вливат няколко големи и множество малки реки: Голяма Балахня, Хатанга, Попигай, Анабар, Оленьок, Лена, Яна и др.

### Релеф на дъното
Море Лаптеви е разположено в пределите на континенталния шелф, който стръмно се спуска към дъното на океана. Дълбочините под 50 m заемат около 53% от площта му, а над 1000 m – 22%. Дъното в дълбоководната част е покрито с тиня, а в останалите части – с пякък и тиня. В източните му части под тънкия слой морски наслаги се среща второ „ледено“ дъно, изградено от реликтов лед. За формирането на дънния релеф съществена роля са изиграли древните реки и ледници.

### Климат
Климатът на море Лаптеви е един от най-суровите от всички арктически морета. Около 3 месеца на юг и 5 месеца на север продължава полярната нощ и също толкова – полярния ден. Температура на въздуха под 0 °C се наблюдава на север около 11 месеца, а на юг – 9 месеца. Средна януарска температура от –31 °C до –34 °C (минимална около –50 °C), средна юлска в северните части 0-1 °C (максимална 4 °C), на юг 5-7 °C (максимална 10 °C), докато по брега тя може да достигне през август 22-24 °C. През зимата често явление са щормовите ветрове, виелиците и навяванията, а през лятото – снеговалежите и мъглите.

## Хидрология
Море Лаптеви се отличава с ниската температура на водата си. През зимата температурата на подледения слой вода е –0,8 °C в югоизточните части, –1,8 °C в северните части и в дълбочина до 100 m e –1,7 °C. На дълбочина 250 – 300 m съществува бавно дълбоководно течение, с което проникват по-топли (до 1,5 °C) атлантически води. Под този слой температурата на водата се запазва от порядъка на –0,8 °C до дъното. През лятото, в очистилите се от ледовете райони, горният слой вода в плитките заливи се нагрява до 8-10 °C, 2-3° в централните части, а в покритите с ледове райони температурата на водата се запазва близка до точката на замръзване.
Върху солеността на водата силно влияние оказват топенето на ледовете и речния приток (около 730 km3), като за една година може да се образува слой прясна вода с дебелина 135 см (второ място в Световния океан след Карско море). През зимата солеността в югоизточните му части съставлява 20 – 25‰, а в северните до 34‰. През лятото солеността се понижава до 5 – 10‰ на югоизток и 30 – 32‰ на север.
Повърхностните течения образуват цикличен кръговрат на водата. Приливите са предимно полуденонощни със средна амплитуда около 0,5 m, с изключение на Хатангския залив, където нарастват до 2 m. Приливно-отливните колебания на нивото в заливите надвишават 2,5 m.
Ледообразуването започва през септември на север и през октомври на юг. През зимата цялата югоизточна част на морето е скована от неподвижен лед (припай). Под въздействието на преобладаващите южни ветрове, в далечния от брега припай ежегодно се натрупват огромни камари от ледени маси, наречени тороси. Северно от припая се образува дрейфуваща ледена покривка. През лятото припаят се разрушава, а ледовете на северозапад и югоизток образуват устойчиви ледени масиви. През неблагоприятни години почти цяло лято ледовете не се отдръпват, а в благоприятни – от тях се освобождава цялото море.

## Животински свят, стопанско значение
Суровият климат е причина за малкото разнообразие растения и животни. Растителността е представена главно от кремъчни водорасли и фитопланктон в морето и от мъхове, лишеи, полярен мак и каменоломка на сушата. В крайбрежните води обитават 39 вида риби, а от бозайниците се срещат моржове, тюлени, белуга (бял северен кит), полярна мечка, морски заек, копитен леминг, полярна лисица, полярен заек и др.
Източносибирско море е част от Северния морски път на Русия. Главно пристанище е Тикси на западния бряг на залива Буор-Хая.

## Национален атлас на Русия
- море Лаптеви[2]